# Жуліано Віктор де Паула
Жуліа́но Ві́ктор де Па́ула (нар. 31 травня 1990, Куритиба, Бразилія) — бразильський футболіст, атакувальний півзахисник «Корінтіанса». 2010 року дебютував за основну збірну Бразилії. Найкращий гравець Кубка Лібертадорес 2010 року.

## Біографія

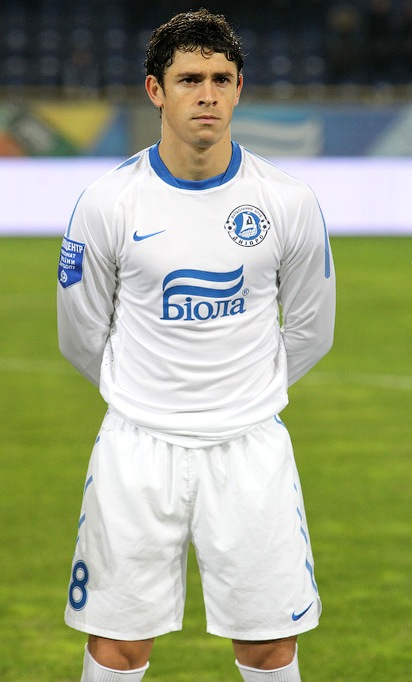
Жуліано під час виступів за «Дніпро», 10 грудня 2011

Жуліано підписав перший професійний контракт з клубом «Парана» з свого рідного міста Куритиба 13 лютого 2007 року.
У 2009 році його викупив один з найкращих клубів світу останніх років — «Інтернасьйонал» з Порту-Алегрі. Жуліано досить швидко увійшов до основного складу команди. У тому ж 2009 році став виступати за молодіжну (до 20 років) збірну Бразилії. Чемпіон Південної Америки 2009 у своїй віковій категорії.
Особливо успішною для молодого гравця стала кампанія у Кубку Лібертадорес 2010. Жуліано не завжди проводив повні матчі, однак, попри це, він став найкращим бомбардиром своєї команди у турнірі. Жуліано забив перший гол «Інтера» у гостьовому фіналі проти «Гвадалахари» на 73 хвилині матчу. У матчі-відповіді Жуліано вийшов на поле за рахунку 1:1 на 63 хвилині й на 89 хвилині забив третій м'яч своєї команди, який став переможним. 24 листопада 2010 року Жуліано отримав приз найкращого гравця Кубка Лібертадорес.
У січні 2011 року Жуліано перейшов до «Дніпра». Раніше говорилося про інтерес до футболіста «Барселони», лондонського «Арсеналу» та «Манчестер Юнайтед». За деякими даними, за Жуліано «Дніпро» заплатив близько 11 млн євро.
У футболці «Дніпра» Жуліано дебютував 6 березня 2011 року, в матчі чемпіонату України проти «Таврії» (2:2). 15 липня 2012 року забив 2 голи у ворота сімферопольської «Таврії», тоді «Дніпро» переміг з рахунком 3:1.
В червні 2014 року повернувся на батьківщину, підписавши чотирирічний контракт з «Греміу». За версією transfermarkt.com сума трансферу склала 9 млн. євро. 
26 липня 2016 року підписав контракт на 4 роки  з російським клубом «Зеніт».12 серпня 2016 року з пенальті забив перший гол за клуб. 27 серпня оформив дубль в матчі проти «Амкара» (3:0). 15 вересня віддав 3 гольові передачі і забив гол у ворота ізраїльського «Маккабі (Тель-Авів)» у рамках групового етапу Ліги Європи 2016—17 (3:4). 29 вересня забив гол і віддав 2 гольові передачі в матчі групового етапу Ліги Європи 2016-17 проти нідерландського АЗ (5:0). Загалом же в матчах Ліги Європи того сезону забив 8 голів, ставши разом з Едіном Джеко найкращим бомбардиром турніру.

## Статистика

### Статистика виступів за збірну
| Дата       | Місто             | Господарі | Результат | Гості     | Турнір            | Голи | Примітки  |
| ---------- | ----------------- | --------- | --------- | --------- | ----------------- | ---- | --------- |
| 7-10-2010  | Абу-Дабі          | Іран      | 0 – 3     | Бразилія  | товариський матч  | -    | 61'       |
| 11-10-2010 | Дербі             | Бразилія  | 2 – 0     | Україна   | товариський матч  | -    | 65'       |
| 26-5-2012  | Гамбург           | Бразилія  | 3 – 1     | Данія     | товариський матч  | -    | 82'       |
| 30-5-2012  | Лендовер          | США       | 1 – 4     | Бразилія  | товариський матч  | -    | 89'       |
| 9-6-2012   | Східний Рутерфорд | Аргентина | 4 – 3     | Бразилія  | товариський матч  | -    | 60'       |
| 11-10-2012 | Мальме            | Бразилія  | 6 – 0     | Ірак      | товариський матч  | -    | 82'       |
| 16-10-2012 | Вроцлав           | Бразилія  | 4 – 0     | Японія    | товариський матч  | -    | 77'       |
| 14-11-2012 | Східний Рутерфорд | Бразилія  | 1 – 1     | Колумбія  | товариський матч  | -    | 89'       |
| 6-9-2016   | Манаус            | Бразилія  | 2 – 1     | Колумбія  | Відбір до ЧС 2018 | -    | 71' - 90' |
| 6-10-2016  | Натал             | Бразилія  | 5 – 0     | Болівія   | Відбір до ЧС 2018 | -    | 76'       |
| 11-10-2016 | Мерида            | Венесуела | 0 – 2     | Бразилія  | Відбір до ЧС 2018 | -    | 83'       |
| 9-6-2017   | Мельбурн          | Бразилія  | 0 – 1     | Аргентина | товариський матч  | -    | 81'       |
| 13-6-2017  | Мельбурн          | Австралія | 0 – 4     | Бразилія  | товариський матч  | -    | 78'       |
| 10-11-2017 | Вільнев-д'Аск     | Японія    | 1 – 3     | Бразилія  | товариський матч  | -    | 80'       |
| Усього     |                   | Матчів    | 14        |           | Голів             | 0    |           |

## Титули й досягнення

### Клубні
- Ліга Гаушу (1): 2009
- Фіналіст Кубка Бразилії (1): 2009
- Віце-чемпіон Бразилії (1): 2009
- Володар Кубка Лібертадорес (1): 2010
- Володар Кубка банку Суруга (1): 2009
- Чемпіон Саудівської Аравії (1): 2018-19
- Володар Суперкубка Саудівської Аравії (1): 2019

### Збірні
- Чемпіон Південної Америки (U-17): 2007
- Чемпіон Південної Америки (U-20) (1): 2009
- Віце-чемпіон світу серед молоді (1): 2009

### Особисті
- Найкращий бомбардир Ліги Європи УЄФА (1): 2016-2017 (8 голів)